# Polarón de Rydberg

Esquema de un polarón de Rydberg. Los átomos de estroncio (en amarillo) encajan dentro de la órbita entre el núcleo (en rojo) y el electrón (en azul) de un átomo de Rydberg.

Un polarón de Rydberg es un estado de la materia exótico creado a bajas temperaturas. Se trata de un átomo muy grande que contiene otros átomos ordinarios en el espacio entre el núcleo y los electrones. Para la formación de este átomo, los científicos tuvieron que combinar dos campos de la física atómica: Los condensados de Bose‑Einstein y los átomos de Rydberg. Los átomos de Rydberg se forman excitando un solo átomo en un estado de alta energía, en el que el electrón está muy lejos del núcleo. Los condensados de Bose‑Einstein son un estado de la materia que se produce a temperaturas cercanas al cero absoluto. 
Los polarones se inducen utilizando un láser para excitar los átomos de Rydberg contenidos como impurezas en un condensado de Bose‑Einstein. En esos átomos de Rydberg, la distancia media entre el electrón y su núcleo puede llegar a ser de varios cientos de nanómetros, lo que supone más de mil veces el radio de un átomo de hidrógeno. En estas circunstancias, la distancia entre el núcleo y el electrón de los átomos de Rydberg excitados es mayor que la distancia media de los átomos condensados. Como resultado, algunos átomos se encuentran dentro de la órbita del electrón del átomo de Rydberg.
Como los átomos no tienen carga eléctrica, sólo producen una fuerza mínima sobre el electrón. Sin embargo, el electrón se dispersa ligeramente en los átomos neutros sin abandonar su órbita. El débil enlace que se genera entre el átomo de Rydberg y los átomos de su interior, uniéndolos, se conoce como polarón de Rydberg. El nuevo estado de la materia fue predicho por teóricos de la Universidad de Harvard en 2016 y confirmado en 2018 mediante espectroscopia en un experimento con un condensado de Bose‑Einstein de estroncio. Teóricamente, hasta 170 átomos ordinarios de estroncio podrían encajar estrechamente dentro del nuevo orbital del átomo de Rydberg, dependiendo del radio del átomo de Rydberg y de la densidad del condensado de Bose‑Einstein. El trabajo teórico para el experimento fue realizado por teóricos de la Universidad Técnica de Viena y la Universidad de Harvard. En cambio, el experimento y la observación reales tuvieron lugar en la Universidad Rice de Houston (Texas).

#### Periódicos y publicaciones
- Schmidt, Richard; Sadeghpour, H. R.; Demler, E. (1053). «Mesoscopic Rydberg Impurity in an Atomic Quantum Gas». Physical Review Letters (en inglés) 116 (10): 105302. Bibcode:2016PhRvL.116j5302S. PMID 27015490. arXiv:1510.09183. doi:10.1103/PhysRevLett.116.105302.
- Camargo, F.; Schmidt, R.; Whalen, J. D.; Ding, R.; Woehl, G.; Yoshida, S.; Burgdörfer, J.; Dunning, F. B.; Sadeghpour, H. R.; Demler, E.; Killian, T. C. (22 de febrero de 2018). «Creation of Rydberg Polarons in a Bose Gas». Physical Review Letters (en inglés) 120 (8): 083401. Bibcode:2018PhRvL.120h3401C. PMID 29543028. arXiv:1706.03717. doi:10.1103/PhysRevLett.120.083401.
- Schmidt, R.; Whalen, J. D.; Ding, R.; Camargo, F.; Woehl, G.; Yoshida, S.; Burgdörfer, J.; Dunning, F. B.; Demler, E.; Sadeghpour, H. R.; Killian, T. C. (22 de febrero de 2018). «Theory of excitation of Rydberg polarons in an atomic quantum gas». Physical Review A (en inglés) 97 (2): 022707. Bibcode:2018PhRvA..97b2707S. arXiv:1709.01838. doi:10.1103/PhysRevA.97.022707. hdl:1911/102426.

#### En línea
- «Científicos encuentran evidencias de un nuevo estado de la materia». Código Espagueti. 1 de marzo de 2018. Consultado el 11 de junio de 2022.
- «Nuevo “estado exótico de la materia” es encontrado próximo al cero absoluto». National Geographic. 6 de marzo de 2018. Consultado el 11 de junio de 2022.
- Technology, Vienna University of. «Researchers report the creation of Rydberg polarons in a Bose gas». phys.org (en inglés). Consultado el 11 de junio de 2022.
- «Así fue como científicos crearon un nuevo estado de la materia al “rellenar” un átomo con otros átomos». TekCrispy. 27 de febrero de 2018. Consultado el 11 de junio de 2022.
- «Físicos crean un nuevo y extraño estado de la materia aglutinando varios átomos dentro de otro». Gizmodo en Español. 27 de febrero de 2018. Consultado el 11 de junio de 2022.
- McRae, Mike. «Physicists Just Stuffed an Atom Full of Atoms And Created a Brand New State of Matter». ScienceAlert (en inglés británico). Consultado el 11 de junio de 2022.
- «Científicos descubren un nuevo estado de la materia». Qore. Consultado el 11 de junio de 2022.
- «Por primera vez científicos crean un nuevo estado exótico de la materia». El Ciudadano. 5 de marzo de 2018. Consultado el 11 de junio de 2022.